# 花 (オユンナの曲)
「花」（はな）は、モンゴル出身の女性歌手オユンナの3枚目のシングル。

## 概説
1991年（平成3年）6月21日にポニーキャニオンよりリリースされた。
もともとはチョー・ヨンピルへの提供曲。「花」は1987年（昭和62年）に香港のレスリー・チャン（張國榮）がアルバム『SUMMER ROMANCE』にて広東語歌詞をつけた「共同渡過」としてヒットさせたことを皮切りに、タイ王国のアイドルグループであるサオ・サオ・サオ（สาว สาว สาว）がタイ語歌詞をつけた「ดอกไม้ของน้ำใจ」（やさしい花）がタイ国内でヒットするなど、アジア各国で広くカバーされた。

## 収録曲
1. 花
  - 作詞/作曲: 谷村新司、編曲: 佐孝康夫
2. 星降る草原
  - 作詞: 藤公之介、作曲: オユンナ、編曲: 宮原信治

## 収録アルバム
- オユンナII黄砂（1992年9月2日）